# Мелетин, Владимир Михайлович
Влади́мир Миха́йлович Меле́тин (род. 1945) — режиссёр, оператор и продюсер. Член Союза кинематографистов России. Член Российской Академии телевидения.

## Биография
Родился 13 апреля 1945 года в Москве.
С 1964 по 1967 годы проходил срочную службу в Советской Армии.
В декабре 1967 года поступил на курсы творческих работников телевидения на отделение телеоператоров. По окончании курсов зачислен в группу телеоператоров Главной редакции цветного телевидения.
В 1970 году поступил на заочное отделение операторского факультета ВГИКа. Защитил диплом в 1974 году авторской работой «Мост с рассвета до рассвета» (творческое объединение «Экран»).
С 1972 по 1992 годы (до расформирования) работал в студии документальных фильмов творческого объединения «Экран».
Затем работал с первым коллективом «АТВ», в 1999 году организовал собственную «Арт нуво студию».
С 2001 года занимался производством документальных фильмов для телевизионных каналов. Цикл «Писатель и вождь» из 10-ти полнометражных фильмов для Первого канала, 4 для РТР и с 2005 года только для телеканала «Культура». 
Всего по настоящее время снял в качестве режиссёра, оператора и продюсера около 50-ти фильмов, которые прошли на канале в прайм-тайм, некоторые из них с успехом участвовали в различных фестивалях.

## Избранная фильмография
Среди отмеченных работ:
- «Собачья жизнь. Илья Эренбург»,
- «Чувствительности дар. Владимир Боровиковский»,
- «Житие»,
- «Юрий Нагибин. Берег трамвая»,
- «Большая выставка 59 го…»,
- «Россия в цвете»,
- «Мой сосед — М. Булгаков»,
- «Ангел трубящий»,
- «Мира. Дочь командарма Уборевича»,
- «Дом на гульваре»,
- «Нина Молева. Коллекция историй»,
- «Самая счастливая осень»,
- «Дневник лейтенанта Мелетина»,
- «Климент Тимирязев. Неспокойная старость»,
- «Конец эпохи негатива»,
- «Севастопольская драма» и др.